# هیپنوتیزم (فیلم ۱۹۲۰)
«هیپنوتیزم» (آلمانی: Hypnose) یک فیلم است که در سال ۱۹۲۰ منتشر شد. از بازیگران آن می‌توان به بلا لاگوسی اشاره کرد.